# Чебоксарский кремль
Чебокса́рский кремль (чув. Шупашкар кремлӗ; ист. Чебоксарский город, град Чебоксар) — утраченная деревянная крепость (кремль) на территории города Чебоксары, располагавшаяся на Историческом холме города. Кремль был построен в 1555 году в связи с основанием города-крепости Чебоксары по подобию Свияжской крепости. Первыми воеводами Чебоксар стали Василий Борисов, Василий Фуников, Фёдор Нагой и Осип Полев. Во время Смуты кремль был захвачен восставшими марийскими, русскими и чувашскими крестьянами осенью 1608 года. В декабре 1609 года силы восставших были разбиты войсками боярина Фёдора Шереметева. Чебоксарский кремль был впервые упомянут в росписи от 9 августа 1613 года, составленной при передаче крепости от одного воеводы другому. С конца XVII века Чебоксары потеряли прежнее военно-оборонительное значение. В 1698 году (по другим данным ― в 1690-м) изначальные кремль и острог сгорели при пожаре, после чего была возведена новая крепость, а острог не был отстроен заново. В 1704 году новый кремль сгорел и больше не восстанавливался. В 1729 году по сохранившимся развалинам кремля и его прежним описаниям была составлена «Опись бывших крепостных укреплений города Чебоксары».
Чебоксарский кремль был построен с применением тарасной конструкции стен. Он располагался на наиболее высокой и защищённой точке Исторического холма и являлся городской архитектурной доминантой. Свидетельств о внешнем облике и планировке Чебоксарского кремля на ранних этапах его развития не сохранилось. Крепость, построенная после пожара 1698 года, имела три проезжих и четыре угловых башни. План города 1789 года указывает, что внутренняя структура крепости состояла из неупорядоченно расположенных кварталов различных форм, разделённых улицами с произвольными направлениями. Воеводский двор кремля включал в себя пять горниц, баню, два амбара с погребами, конюшенные сараи и избу с кухней. Чебоксарский кремль мог в планировке представлять собой неправильный пятиугольник с острым выступом на севере. В западной стене находились Введенские ворота, по движению часовой стрелки за ними следовали Тайниковая башня, восьмигранная Круглая башня, Никольские ворота и Наугольная башня от Волги. Согласно описанию Чебоксар от 1704 года, в крепости находились также Ивановская, Корсунская и Петушковская башни. И на башнях, и на воротах, а также на земле около ворот стояли пищали. Посад Чебоксарского кремля примыкал к крепости с восточной стороны и был обнесён острогом, состоявшим из частокола из толстых заострённых брёвен и имевшим четыре башни. В посаде проживало торгово-промышленное население и трудовой люд Чебоксар. Там располагались несколько монастырей, церквей и слобод.
По состоянию на 2013 год, с 1969 года на территории бывшего Чебоксарского кремля и его округи было произведено 12 археологических раскопов, выявивших, что на месте кремля находились поселения эпохи бронзового века и периода существования Волжской Булгарии. Во время раскопок на территории кремля были найдены бытовые предметы, элементы вооружения, каменные орудия, культовые предметы, монеты, орудия труда, торговые пломбы, украшения и другие изделия. По состоянию на 2022 год, раскопки на месте кремля продолжались. Строительство кремля отразилось на чувашском фольклоре. Чебоксарский кремль изображён на гравюре неизвестного автора из книги нидерландского путешественника Николааса Витсена, а также на нескольких картинах чувашского художника Никиты Сверчкова. Кроме того, на основе данных историка Василия Димитриева были подготовлены планы кремля и острога Чебоксар. Историческую достоверность картин Сверчкова и планов ставит под сомнение краевед Игорь Кугураков.

## История

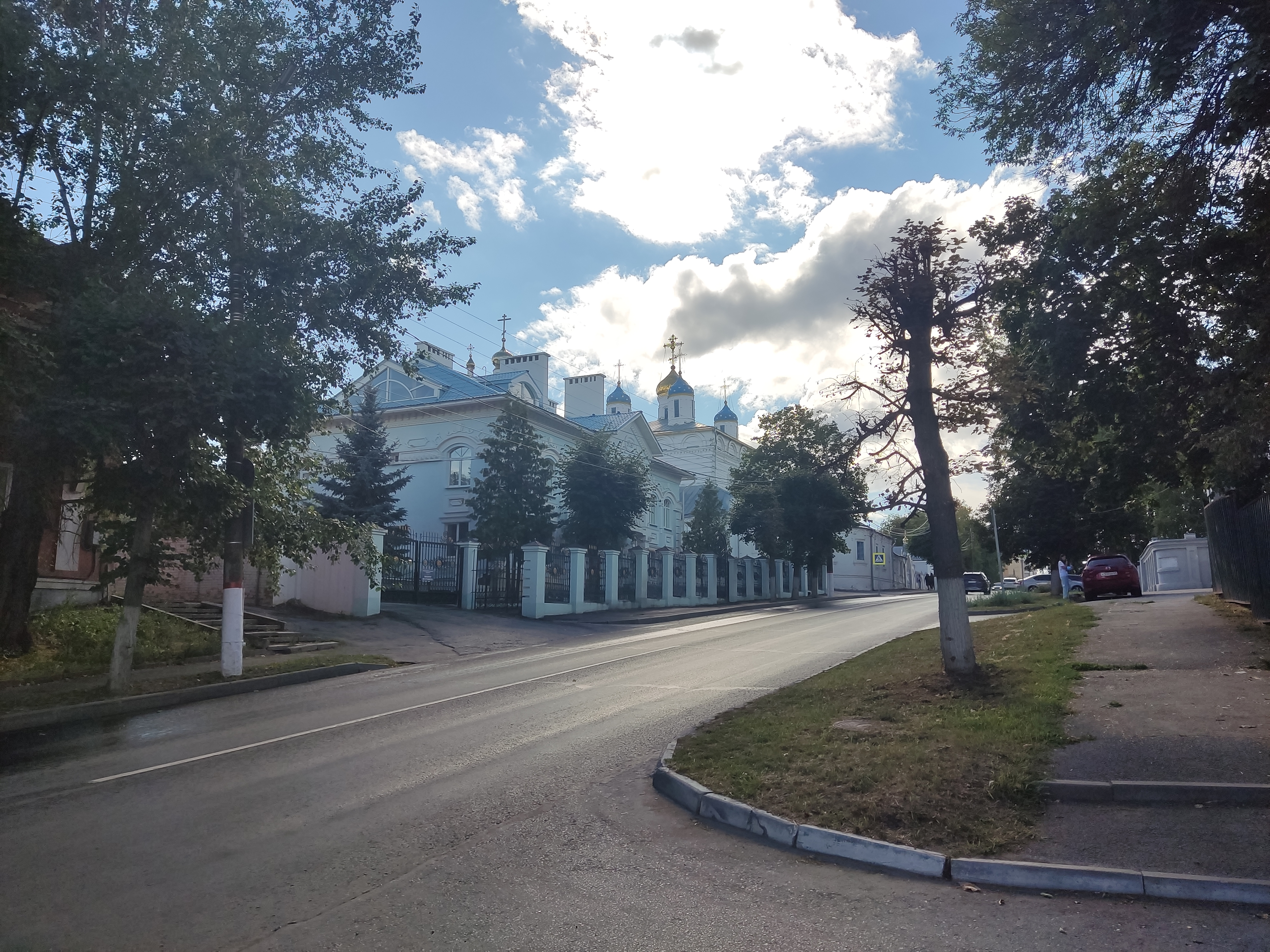
Вид на улицу Константина Иванова, где раньше стоял Чебоксарский кремль. В центре ― Введенский собор

### XVI век
Согласно краеведу Игорю Кугуракову, место строительства Чебоксарского кремля мог наметить возвращавшийся после завоевания Казани в 1552 году царь Иван IV. Кугураков обосновывает это заявление тем фактом, в том же году в районе будущего города был оставлен крупный гарнизон царских войск. Строительство Чебоксарского кремля началось в июне 1555 года в связи с официальным основанием города-крепости Чебоксары. В июле архиепископ Гурий по указу Ивана IV установил на территории крепости полотняную церковь, а также освятил место и границы будущего города. Строительство завершилось в том же году, при этом Гурию было необходимо советоваться с воеводами, стоявшими вместе с полками около Чебоксар, о месте, где кремль будет расположен. Важным источником информации для Разрядного приказа, занимавшимся вопросами, связанными с закладкой кремля, мог являться окольничий дворянин Фёдор Нагой, подавлявший антимосковское восстание на этой территории в 1552 году. По Закону градскому план города разбивали по чертежу на земле, после чего его освящали и определяли маршруты дорог, местонахождение мостов, селитебных земель, укреплений и храмов. Данные о строительстве кремля в 1556, 1557 или 1558 году являются недостоверными. Непосредственным строительством крепости занимался Пушкарский приказ, дальнейшим её управлением ― приказ Казанского дворца. Кремль был построен наподобие Свияжской крепости силами воинов четырёх полков, а также посадских, служилых и ясачных чувашей, которые заготавливали и доставляли на стройку дубовые кряжи и сосновые брёвна, возводили срубы стен кремля и заполняли стены землёй и камнями, занимались постройкой казённых зданий. Авторы публикации на официальном портале органов власти Чувашии предполагают, что в постройке крепости мог участвовать фортификатор Иван Выродков, потому что при строительстве было необходимо поднимать артиллерийские орудия и ядра на высоту до 5―6 метров, а специалистов-инженеров, действовавших в Поволжье в середине XVI века, было немного. Однако письменных свидетельств пребывания Ивана Выродкова в Чебоксарах не сохранилось. При этом историк Василий Димитриев считает, что сведения об участии Ивана Выродкова не соответствуют действительности.
Первыми воеводами Чебоксар стали Василий Борисов, Василий Фуников, Фёдор Нагой и Осип Полев, которые, по аналогии со свияжскими воеводами, могли разделять строительство разных частей крепости между собой. Так, Василий Борисов мог взять на себя строительство главных Введенских ворот и восточной стены кремля, Фёдор Нагой ― Никольской проезжей башни и западной стены, Василий Фуников ― северной и южной стены либо укреплений острога, а Осип Полев занимался организацией дозорной службы для обеспечения охраны подступов к Чебоксарам от потенциальных набегов с Луговой стороны. Такое разделение обязанностей воевод было обусловлено тем, что они несли ответственность за устройство различных зон обороны крепости, включая подходящие к кремлю дороги.
В 1556 году после строительства Чебоксарского кремля Горная сторона западнее Большого Цивиля перешла из Свияжского уезда в состав Чебоксарского. По мнению археологов Василия Каховского и Юрия Краснова, постройка кремля завершила превращение ранее существовавшего центра ремесла и торговли в центр административный. Кремлёвские служащие (стрельцы, дворяне и дети боярские) занимались охраной крепости, острога, слобод и засечных линий, сбором денежного и хлебного ясака с чувашей, а также засечной службой: обороной города от набегов кочевников и во время восстаний чувашей. Путешествовавший по России в 1557―1572 годах британский дипломат Энтони Дженкинсон сравнил Чебоксары того времени с за́мком, что, как считает историк-краевед Николай Муратов, связано с сочетанием оборонительной и жилой функций в пределах одного города, обнесённого стеной, которое характерно для средневековых замков. В XVI―XVII веках Чебоксарский кремль назывался городом и вместе с Астраханским и Нижегородским кремлями, а также рядом крепостей принадлежал к Казанскому разряду, который мог использовать подведомственные укрепления для обороны в случае необходимости.

### XVII ― начало XVIII века
Во время народных выступлений в период Смутного времени Чебоксары были захвачены восставшими марийскими, русскими и чувашскими крестьянами осенью 1608 года. В начале декабря того же года в город был отправлен карательный отряд казанских стрельцов под руководством голов Никиты Онучина и Тимофея Есипова, который занял город, но был осаждён крестьянами, среди которых, вероятно, преобладало чувашское население, во главе с курмышанином Иваном Глядковым и арзамасским помещиком Петром Полочениновым, получившим от Лжедмитрия II поместье в селе Забелино. 5 декабря из Казани выступил с войском боярин Фёдор Шереметев, 12 декабря в Свияжске от него отделились и присоединились к повстанцам некоторые арзамасские помещики во главе с С. В. Родионовым, которые также осадили Чебоксарский кремль и острог и угрожали стрельцам, заявив, что помощи осаждённым не будет. Родионов и его соратники стремились, чтобы стрельцы сдали город, однако Есипов и Онучин выдержали осаду. 22 декабря к городу подошло войско Фёдора Шереметева, разбившее силы восставших и захватившее в плен осаждавших, «и воровских воевод, и знамёна воровские, и набаты, и борошни [боеприпасы]». Помещик Пётр Полоченинов был обвинён в измене и казнён. За «Чебоксарское осадное сиденье» было повышено жалование защитникам города: так, курмышским помещикам Милене Долбилову и И. Е. Елагину был повышен оклад (Долбилову ― на 5 рублей, а сумма оклада Елагина в книге историка Василия Димитриева не указана). 9 августа 1613 года была составлена роспись, представляющая передачу крепости Фёдору Михалкову воеводой Андреем Вельяминовым-Зерновым, в которой был впервые описан Чебоксарский кремль. В 1637 году гарнизон Чебоксарского кремля состоял из 47 дворян и детей боярских. В XVII веке кремль упомянули в своих заметках купец Федот Котов (побывавший в Чебоксарах в 1623 году), путешественники Адам Олеарий (1636) и Ян Стрёйс (1669). В 1659 году чебоксарские кремль и острог сгорели в результате пожара. В 1686 году стенам острога потребовалась реконструкция.
С конца XVII века Чебоксары потеряли прежнее военно-оборонительное значение. В 1698 году (по данным Василия Димитриева ― в 1690 году) в кремле произошёл пожар, сгорели и сам кремль, и острог, и в том же году на их месте была построена новая деревянная крепость, сгоревший острог не был восстановлен. По данным краеведа Николая Муратова, кремль сгорел в 1690 году и был восстановлен в 1698-м. В 1704 году в крепости произошёл ещё один пожар, после чего Чебоксарский кремль больше не восстанавливался (по сообщению воеводы Степана Майкова, пожар произошёл 22 мая). В 1729 году по сохранившимся развалинам кремля и его прежним описаниям была составлена «Опись бывших крепостных укреплений города Чебоксары». После того как Чебоксарский кремль сгорел, центром города постепенно стала торговая площадь, на которой были построены здание городского магистрата (1742) и Успенская церковь (1763). На месте кремля и посада возникло функциональное ядро города с каменной застройкой, состоявшее из Введенского собора, собора Михаила Архангела, комплексов Никольского и Троицкого монастырей и иных строений.

## Архитектура и устройство

### Общие сведения
Чебоксарский кремль был построен с применением тарасной конструкции стен. Тарас представлял собой две параллельные стены, соединённые через определённое расстояние поперечными стенами. Получившиеся клети засыпались землёй и камнями. Толщина стен составляла от одной до трёх саженей, высота ― от одной сажени. Образовавшаяся конструкция накрывалась двускатной стропильной кровлей. Кремль располагался на наиболее высокой и защищённой точке Исторического холма и являлся городской архитектурной доминантой. Протекающая к северу от кремля река Волга и располагавшийся на юге крутой скат возвышенности являлись естественными препятствиями. Топография местности, где был возведён кремль, напоминала форму кадки, и поэтому лишь меньшая часть города была расположена в низменности, в то время как остальная крепость располагалась на возвышенности.
Внутри крепости находились аманатный двор, Введенский собор, выполненный из дерева на месте полотняного храма, двор воеводы ― царский двор с приказной избой, являвшийся центром крепости (при этом писцовые и переписные описания Чебоксар, рассматривавшие двор воеводы, его состав и жилые и служебные постройки, не сохранились), откуда велось управление городом и уездом, дома дворян, детей боярских, духовенства, приказных дьяков, стрельцов и сотников, а также двор «татарского головы», следившего за чувашами, дома некоторых посадских людей, казна и тюрьма. В крепости и посаде также находились небольшие деревянные постройки, выполнявшие жилую, осадную или хозяйственную функции. Осадные клети не входили в систему дворовых территорий и заселялись только в случае осады города. Северные и южные подступы к кремлю были защищены природными обрывистыми склонами, на западной стороне был выкопан глубокий ров длиной 426 м, по другим данным, длина рва составляла 388,2 метра, ширина ― 4,3 метра, а глубина ― 6,3 метра. Восточная стена проходила в том месте, где располагается современная аптека № 1. Свидетельств о внешнем облике и планировке Чебоксарского кремля на ранних этапах его развития не сохранилось.
Согласно описи 1729 года, Чебоксарский кремль, построенный после пожара 1698 года, имел три проезжих и четыре угловых башни. Протяжённость северной стены, располагавшейся вдоль обрывистого берега Волги, составляла 224 метра, южной ― 175 метров, западной, протянувшейся вдоль рва (в XXI веке ― улица Свердлова, спуск к Чебоксарскому заливу), ― 351 метр, восточной, отделявшей посад от крепости (в XXI веке ― улица Бондарева), ― 232 метра. Суммарная длина крепостных стен составляла 982 метра или 461 сажень. Представление о форме крепости дают планы Чебоксар 1789 и 1796 годов. По данным выписи Герхарда Фридриха Миллера от 31 декабря 1761 года, кремль имел девять башен, четыре из которых были проезжие, а оставшиеся ― глухие, и протяжённость крепостных стен равнялась 504 саженям. С этими данными не согласен историк Василий Димитриев, указывающий, что информация описи от 1729 года была более точной, так как составители документа опирались на воспоминания людей, помнивших крепость, и на остатки самого кремля.
План 1789 года указывает, что внутренняя структура крепости состояла из неупорядоченно расположенных кварталов различных форм, разделённых улицами с произвольными направлениями. Планировочные зоны концентрировались возле церковных кварталов, в частности, согласно «Атласу городов наместничества Казанского», зон Благовещенской и Покровской церквей, а также Введенского собора.

### Воеводский двор
Согласно описи 1729 года, составленной дворянином Лукой Грязевым, воеводский двор включал в себя четыре горницы в одной связи на подклетах и омшаниках, ещё одну горницу, баню на подклете, два амбара с погребами, конюшенные сараи и поземную избу с кухней. Горницы покрывались тесовой крышей. В одной из горниц располагалась прихожая с шатровой вышкой и сенями, в ещё одной ― воеводская спальня с двумя печами, украшенными муравлеными изразцами. В остальных комнатах также присутствовали изразцовые печи и сени с крыльцом. Росписной список 1751 года и описи 1774, 1779 и 1780 годов также указывают на существование воеводского двора в Чебоксарах с баней, конюшней, ледником, погребом и иными строениями. Согласно планам Чебоксар от 1765 и 1773 годов, воеводский двор располагался около Введенского собора, воеводских архива и канцелярии, а также соляных амбаров (в переделах территорий современных Чебоксарской тюрьмы и Первой городской больницы). Воеводский двор Чебоксар существовал до 1780―1781 годов. Двор, существовавший до пожара в кремле, скорее всего, был расположен на том же месте, что и двор XVIII века, который также мог быть восстановлен по старому плану XVI―XVII веков.

### Башни, ворота и стены
В росписи от 9 августа 1613 года отмечено, что в кремле было пять башен, по данным авторов публикации на официальном портале органов Чувашии, их высота составляла 5―6 метров, а сам кремль был четырёхугольным. Две башни располагались на въезде в город: на Введенских и Никольских воротах. Введенские ворота находились на крутом берегу реки Чебоксарки, Никольские ― около современной улицы Свердлова. Помимо этого, в заключительный этап существования кремля появились Корсунские и Ивановские ворота. Через Введенские и Никольские ворота проходила Большая Московская дорога (на территории крепости она существовала в виде Соборной улицы). Роспись также сообщает о Круглой (находилась в конце современной улицы Свердлова), Наугольной (около дома № 15 по современной улице Бондарева) и Тайниковой (на месте западной стены современного следственного изолятора) башнях. Согласно описанию Чебоксар от 1704 года, в крепости находились также Круглая наугольная и Петушковская башни.
Краевед Игорь Кугураков, основываясь на росписи 1613 года, предполагает, что Чебоксарский кремль в планировке представлял собой неправильный пятиугольник с острым выступом на севере. В западной стене на Большой Московской дороге находились Введенские ворота крепости, по движению часовой стрелки за ними следовали Тайниковая башня (в которой находился тайник, то есть, вероятно, колодец, от которого шёл тайный ход в один из ближайших оврагов или к реке Волге), восьмигранная Круглая башня, названная в описи 1704 года Ерильской (башня располагалась на месте схода стен под острым углом), Никольские ворота (также располагавшиеся на Большой Московской дороге и освящённые в честь Николая Чудотворца, почитаемого как градоохранителя) и Наугольная башня от Волги. Согласно описям XVIII века, в середине северной стены, сгоревшей в 1670-х годах, находились Корсунские ворота, а также две башни по углам стены. Северо-западный и северо-восточный участки крепости не застраивались из-за существовавшего во второй половине XVI ― первой половине XVII века городского кладбища, расположенного, вероятно, за городской стеной. Над воротами могли находиться иконы с ликами святых, покровительствующих городу, или небольшие навесные часовни.
И на башнях, и на воротах, а также на земле около ворот стояли пищали. В росписи сохранились имена пушкарей: на Введенской и Тайниковой башнях при полуторных пищалях стояли Фёдор Деревня и Семён Сунгуров, на Круглой башне — Ширяй Филатов при девятипядной пищали. Перед некоторыми воротами устанавливалась железная решётка, которая могла закрыть вход в крепость, упав сверху. Башни располагались по углам и над воротами, имевшими толстые двери. И глухие, и проезжие башни были трёхэтажными. У проезжих на первом этаже располагались ворота, на втором ― светлица с бойницами, на третьем ― стрельница с бойницами. У глухих башен на первом этаже находилась светлица без бойниц, на втором ― светлица с выходом на стены. Между этажами были установлены лестницы. На стены было возможно подняться через башни либо с помощью специальных лестниц. Большинство глухих башен были шести- или восьмигранными, проезжая башня на холме ― четырёхгранной. Венцы башен имели шатры, смотрильни, то есть дозорные вышки, и обламы, находившиеся в верхних выступающих ярусах башен и выполнявшие функцию подошвенного боя, ради чего в стенах и полу обламов проделывались бойницы.
Стены крепости были рублеными и состояли из двух стен с перегородками, заполненных землёй и камнями. В высоту стены составляли пять метров, в ширину — четыре. По всему периметру стен в верхней их части проходила смотровая площадка, покрытая тесовой крышей, в которой были устроены бойницы.

### Посад и слободы

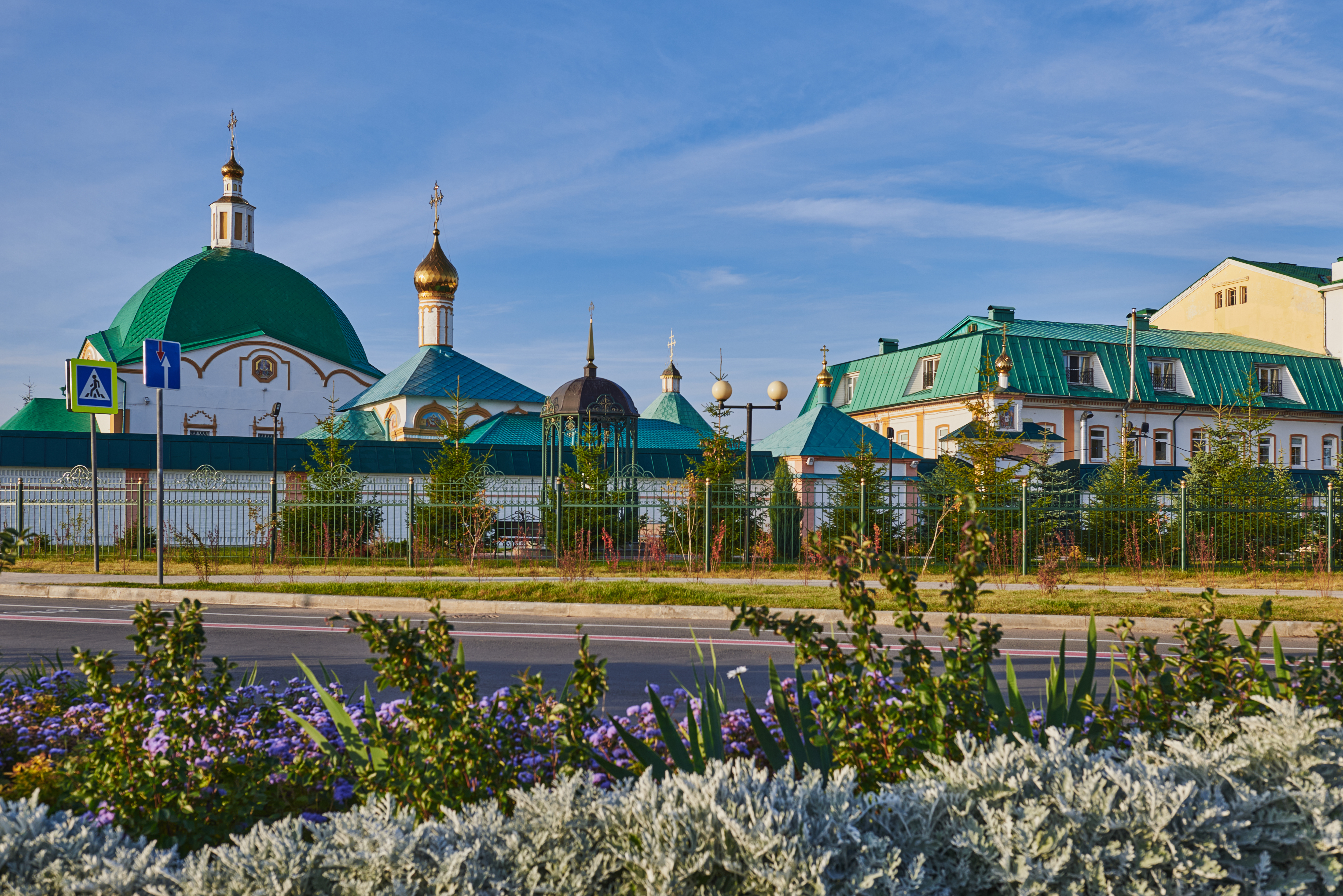
Троицкий монастырь, располагавшийся внутри посада

Достоверных данных о возникновении чебоксарского посада нет. Историк Василий Димитриев считает, что посад сформировался за несколько веков до образования Московского государства и уже существовал во время строительства кремля, с чем не согласен краевед Игорь Кугураков, полагающий, что напряжённая военно-политическая обстановка в Поволжье в XVI веке не позволяла развиваться ремеслу и торговле местного населения. Первыми жителями посада могли быть стрельцы или ремесленники.
Посад Чебоксарского кремля примыкал к крепости с восточной стороны, вдоль берегов Волги и Чебоксарки, и был обнесён острогом, состоявшим из частокола из толстых заострённых брёвен и имевшим четыре башни. На башне у Волги, воротной башне у большой (торговой) бани и Настасьинской воротной башне, располагавшейся возле одноимённой мельницы на реке Чебоксарке, стояли пушки. Причём как башне, так и мельнице могла дать название надвратная икона с изображением святой Анастасии, которая могла быть размещена в честь жены Ивана IV, царицы Анастасии Романовны. Игорь Кугураков приводит следующее расположение острожных башен (по часовой стрелке): в северной стене располагались башня от Волги и ворота «у кабака», названные так по располагавшемуся поблизости питейному заведению, — от этих ворот вёл спуск к Волге. На развороте от острожной стены находилась башня «у бани», а у моста через реку Чебоксарку на выезде из посада располагались Настасьинские ворота. Северная стена острога проходила вдоль берега Волги к Никольскому и Троицкому монастырям, восточная ― примерно в двадцати саженях параллельно Чебоксарке, а через южную стену протекала Чебоксарка. Длина северной стены острога составляла 410,4 метров, восточной стены ― 211,6 метров, южной, вероятно, имевшей форму дуги, ― 583,2 метров. В конце XVII века у острога было шесть башен: одна «на раскате» ― в юго-восточном углу ― и пять въезжих. Острожные укрепления отличались меньшей надёжностью по сравнению с кремлёвскими, что было обусловлено превосходящими кремль размерами посада, а также наличием большого количества проезжих башен, что было связано с необходимостью обеспечить проезд к главной торговой площади поселения, которая за время своего существования смещалась сначала в восточном, а потом в южном и юго-западном направлениях, окончательно установившись между Покровской и Христорождественской церквями за Чебоксаркой.
В посаде проживало торгово-промышленное население и трудовой люд. Всё население посада разделялось на группы лучших, средних и младших людей. Из данных «Ведомости о составе посадских людей города Чебоксары» от марта 1721 года историк Василий Димитриев делает вывод о том, что среди посадских людей в XVII―XVIII веках уже существовало социальное расслоение. Согласно переписной книге 1646 года, посад состоял из острога, в котором находилось 99 дворов, и слобод за рекой Чебоксарской, в которых располагались 42 двора посадских бобылей, 38 дворов захребетников и 36 дворов посадских людей. В 1676 году количество посадских дворов увеличилось в четыре с половиной раза. Среднестатистический двор в чебоксарском посаде имел размеры 16 на 10 метров. Жилые строения двора находились вблизи улицы, а хозяйственные ― в глубине территории. Два соседних участка и одновременно с этим дворовая и уличная зоны отделялись между собой деревянным частоколом. Такой тип зонирования был характерным для военных, монастырских и ремесленных дворов в русских крепостях XVI―XVII веков.
В посаде располагались Геронтьевский, Никольский и Троицкий монастыри, замыкавшиеся стенами острога, а также три церкви и несколько слобод. Ввиду расположения вблизи рек чебоксарские посадские монастыри формировали первый композиционный план по пути к кремлю. Кроме того, монастыри сотрудничали с Приказом Казанского дворца и занимались строительством военных укреплений. К югу от кремля и находились три слободы: Первая, Вторая и Басурманская, в которых проживали служилые чуваши и новокрещены, стрельцы, ремесленники и торговцы. В XVII веке вдоль Чебоксарки располагались кожевенные, салотопенные и прочие промысловые предприятия. Сохранились сведения о том, что в одной из слобод находилось 36 дворов, что может указывать на их планировку по порядковой системе, когда дворы разделялись по «длиннику и поперечнику». Подобная планировка не была регулярной, но обладала элементами «упорядоченности и правильности».

## Археология
В 1969―1972 годах на территории бывшего кремля проходили археологические раскопки под руководством Василия Каховского, в ходе которых были найдены осколки кирпичей, датированных Каховским XIV веком, на основании чего он пришёл к выводу, что в этот период на месте крепости находились кирпичные здания, что подтвердили раскопки 2013 и 2017 годов под руководством Наталии Березиной. Исследование 2003―2006 годов выявило, что на месте кремля около двухтысячного года до нашей эры уже существовало поселение, а с XIII века на этом месте поселились волжские булгары.
В 2005 году на территории крепости был произведён раскоп, получивший номер IX. Находки из раскопа IX состоят из медных, свинцовых, серебряных и железных изделий, предметов из камня, кости, стекла, фарфора и фаянса, а также керамики. Археологи Евгений Михайлов, Владимир Гордеев и Юрий Зеленеев выделили следующие группы изделий: бытовые предметы (вилки, гребни, грузила, замки, керамика, ключи, кресала, накладки, ножи, инструменты для шитья, подковы, посуда стеклянная и фарфоровая, пряслица и другие), вооружение (наконечники стрел XIII―XV веков и серебряные пули XVIII века), детали одежды (пуговицы, фрагменты кожи и ткани), каменные орудия, вероятно, бронзового века (кремневые отщепы, кресальные кремни, а также клиновидный шлифованный топор балановской культуры, который, однако, мог происходить из другого места, так как не было обнаружено культурных слоёв каменного или бронзового веков), культовые предметы (нательные кресты XVII―XVIII веков), монеты, орудия труда (гвозди, железные скобы, инструменты для выделки кожи, формы и материал для отливки ювелирных украшений), торговые пломбы (был найден один экземпляр с надписью «Москва»), украшения (бусины, кольца, перстни, заклёпка или пуговица, подвеска, пряжка) и изделия неопределённого назначения. В раскопе было выделено пять строительных периодов. Период, относящийся ко времени существования Чебоксарского кремля, датирован второй половиной XVI ― первой половиной XVII века и представлен слоем тёмно-серой супеси небольшой мощности (20—28 см). Бо́льшая часть слоя была, скорее всего, уничтожена в XVIII веке.
В 2009―2010-х годах на территории бывшего кремля рядом с домом купца Кадомцева и Соляной конторой были проведены раскопки под руководством Василия Каховского и Евгения Михайлова, в ходе которых был обнаружен ряд находок, датированных XV―XX веками: ямы от столбов разного периода, траншея XVI века со следами двух брёвен от деревянного частокола, землянка XVII века и иные артефакты, к примеру, кремневые орудия и отщепы, кресальные и оружейные кремни со следами использования. Практически во всех раскопах на территории посада и кремля археологами были найдены цельные изразцы, использовавшиеся для облицовки зданий, каминов и печей, а также их фрагменты. По состоянию на 2013 год, с 1969 года на территории Чебоксарского кремля и его округи было заложено 12 археологических раскопов. По состоянию на 2022 год, раскопки на территории кремля продолжаются.

## В культуре
Строительство кремля отразилось на чувашском фольклоре. Так, этнограф Александра Фукс в 1840 году записала легенду о злом духе, вырвавшемся из керемети на месте крепости, когда началось её строительство, и вызвавшему бурю и град на стройке. Чебоксарский кремль изображён на гравюре XVII века неизвестного автора из книги нидерландского путешественника Николааса Витсена. Кроме того, на изображении видны башни кремля, посад, церкви, устье реки Чебоксарки и тарасная конструкция кремлёвских стен. Точная датировка гравюры неизвестна, потому что неизвестны и автор, и дата создания оригинала, по которому была выполнена гравюра из труда Витсена. При этом кандидат архитектуры Ирина Назарова в своей статье «Чебоксарский град (Веда Суар) в XVI—XVII столетиях» датирует гравюру 1682 годом. Архитектурными доминантами в композиции гравюры являются крепостные башни и стены, с которыми взаимодействуют луковичные и шатровые главы церквей. Религиозные доминанты расположены в центральной и фланкирующих зонах кремля. Возможно, на гравюре также отображён двор воеводы с приказной избой. Автор гравюры мог также изобразить Троицкий собор и церковь Петра и Павла 1669 года постройки (в районе Свято-Троицкого монастыря), а также заречную часть посада.
В 1940 году была написана акварель «Чебоксары при Иване Грозном. Крепость» за авторском чувашского художника Никиты Сверчкова, на основе которой в 1978 году им был выполнен эскиз гуашью с панорамой кремля и его окрестностей. В 1940 году художником была также написана картина «Чебоксарский Кремль при Иване Грозном», а в 1967 году создано полотно «У Чебоксарского кремля. Английские гости в XVI веке на Волге». Сам художник сообщал, что старался наиболее достоверно отобразить средневековые Чебоксары, с чем не согласен искусствовед и исследователь истории города Игорь Кугураков. Кугураков отмечает, что количество, местоположение, форма кремлёвских башен и пропорциональное соотношение крепостных стен, а также соотношение между кремлём и острогом на работах 1940 года не соответствуют облику Чебоксарского кремля периода Ивана IV. Кугураков также обращает внимание на то, что крепость на картине 1967 года представляет собой только сюжетную завязку к полотну, изображённую без документальной исторической точности.
Чувашским краеведом Геннадием Матвеевым был изготовлен макет Чебоксар конца XVI века. Историк Василий Димитриев писал, что на макете были достоверно отображены сам кремль, Никольский и Троицкий монастыри и менее правдоподобно ― острог. Игорь Кугураков отмечает, что макет игнорирует данные росписи 1613 года и содержит в себе нелогичные элементы, такие как внутренние и внешние изгибы стен острога, а также их связь с башнями. В 1994 году был издан альбом рисунков художника Егора Иванова «Старые Чебоксары: памятники деревянного и каменного зодчества XVI—XX веков», в котором присутствует план Чебоксарского кремля, составленный на основе информации Василия Димитриева. С данными плана не согласен краевед Игорь Кугураков, потому что план совмещает названия башен из росписи 1613 года и их количество (три проезжие и четыре угловые) из описи 1729 года. Димитриев объясняет это тем, что в росписи 1613 года не указаны башни без пушек. Прямым назначением башен стало размещение артиллерийского наряда и ведение прицельной стрельбы вдоль стен в случае нападения, поэтому прясла (участки стен между башнями) старались строить прямыми, а пустые башни без пушек были бесполезными и закрывали обзор. Вследствие этого Кугураков ставит под сомнение историческую достоверность количества башен на плане, очертания юго-западного участка стены и наличие вторых ворот в восточной стене кремля. Как считает Кугураков, Круглая башня, обозначенная на плане под номером пять, должна была находиться на месте башни под номером семь, потому что круглые башни зачастую строились в месте, где стены сходились под острым углом, для обеспечения лучшего обзора и обстрела. Игорь Кугураков также критикует план острога из того же альбома, отмечая его неправильное расположение относительно кремля (посад примыкал к восточной кремлёвской стене, а монастыри находились внутри острога), отсутствие на схеме посадской торговой площади, а также тот факт, что западная оконечность посада изображена на месте заболоченного устья реки Чебоксарки, ежегодно подвергавшегося весеннему половодью.

### Комментарии
1. ↑  По Василию Димитриеву[1].
2. ↑  По Чувашской энциклопедии[2].
3. ↑  Роспись ― инвентарь, письменный перечень чего-либо[5].
4. ↑  Аманатный двор ― государственный двор в уездных городах Чувашии в XVI―XVIII веках для содержания аманатов, располагавшийся рядом с тюрьмой и состоявший из деревянных зданий, огороженных частоколом[31].
5. ↑  Василий Димитриев приводит следующие сведения: длина северной стены составляла 226,8 метров, южной ― 177,12 метров, восточной ― 235,44 метров, западной ― 356,4 метров[35].
6. ↑  Поземная изба ― постройка без подклета, обычно с земляным полом[36].
7. ↑  Он же ― дом купца Зелейщикова[54].